# Успенская Хава
Успенская Хава — посёлок в Новоусманском районе Воронежской области. Входит в Тимирязевское сельское поселение. В настоящее время поселок является дачным. 

## География
Поселок расположен на реке Хава.

## Население
| 1859 | 2005 | 2008 | 2010 |
| ---- | ---- | ---- | ---- |
| 101  | ↘3   | ↘0   | ↗15  |

### Уличная сеть
- ул. Речная
- ул. Успенская
- пр. Научный